# Александро-Невская церковь (Гянджа)
Александро-Невская церковь (азерб. Aleksandr Nevski kilsəsi) — православный храм в городе Гянджа (Азербайджан), построенный в 1887 году. Относится к благочинию районов Азербайджана Бакинская епархии Русской православной церкви. Службы в храме совершаются по субботним и воскресным дням, а также по двунадесятым и великим праздникам.
Расположена в Низаминском районе города. Среди существующих православных храмов Азербайджана является одной из наиболее старинных (вторая по времени сооружения после Михайло-Архангельского храма в Баку). Входит в Национальный реестр памятников истории Азербайджанской Республики. Настоятель — иерей Варфоломей Сотников.

## История
Церковь была построена в городе Елисаветполе на месте старинного кладбища на благотворительные средства, как местных православных, так и мусульман. Согласно данным 1916 года этот храм носил статус соборного. Здание построено в византийском стиле из кирпича «плинфа».
В 1931 году храм был закрыт советской властью, в 1935—1938 годах здание было использовано как помещение краеведческого и антирелигиозного музея. Позднее музей был перенесён в другое здание (мечеть), а в соборе был устроен склад.
В 1946 году храм был возвращён верующим. От дореволюционного интерьера дошли иконы, среди которых храмовая икона святого благоверного князя Александра Невского и икона святой Марии Магдалины.
В сентябре 1997 года торжественно отмечалось 110-летие церкви.
В сентябре 2017 года прошло мероприятие по празднованию 130-летия открытия церкви.

## Галерея
- Интерьер церкви